# رودخانه میرا (پرتغال)
رودخانه میرا (پرتغال) (به انگلیسی: Mira River (Portugal)) رودخانه‌ای است که در پرتغال جریان دارد.